# 普韦布洛起义
普韦布洛起义是1680年美洲原住民普韦布洛人在新墨西哥圣菲（今美国新墨西哥州）反抗西班牙殖民者的起义。此次起义中，起义者杀死400名西班牙人并将其余的2000名定居者驱逐。12年后，西班牙人返回并重新占领此地。